# Joscelyn Godwin
Joscelyn Godwin (* 16. Januar 1945 in Kelmscott, Oxfordshire, England) ist ein englischer Musikwissenschaftler, Übersetzer und Komponist. International bekannt wurde er auch durch thematisch breiter gefasste kulturwissenschaftliche Studien, insbesondere zur Geschichte der westlichen Esoterik, von denen viele in mehrere Sprachen übersetzt wurden.
Godwin studierte Musik am Magdalene College der University of Cambridge und promovierte 1969 an der Cornell University in Ithaca NY mit einer Arbeit über The Music of Henry Cowell. Danach lehrte er für zwei Jahre an der Cleveland State University in Ohio. Seit 1971 ist er Hochschullehrer an der Colgate University im Madison County (New York).

## Werke (Auswahl)
- Robert Fludd, Hermetic Philosopher and Surveyor of Two Worlds. Thames & Hudson, London, und Shambala, Boulder 1979.
  - auch erschienen auf Französisch, Griechisch, Spanisch und Japanisch.
- Athanasius Kircher, A Renaissance Man and the Quest for Lost Knowledge. Thames & Hudson, London 1979.
  - deutsch: Athanasius Kircher. Ein Mann der Renaissance und die Suche nach verlorenem Wissen. Clemens Zerling 2000.
  - auch erschienen auf Französisch, Spanisch und Japanisch.
- Mystery Religions in the Ancient World. Thames & Hudson, London 1981.
  - auch erschienen auf Griechisch und Japanisch.
- Harmonies of Heaven and Earth. The Spiritual Dimension of Music from Antiquity to the Avant-Garde. Thames & Hudson, London 1987.
  - Musik und Spiritualität. Quellen der Inspiration in der Musik von der Frühzeit bis in die Moderne. Scherz, Bern 1989.
  - auch erschienen auf Französisch und Japanisch.
- L'Esotérisme musical en France, 1750-1950.
  - auch erschienen auf Englisch und Japanisch.
- The Mystery of the Seven Vowels in Theory and Practice. Phanes Press, Grand Rapids 1991.
  - auch erschienen auf Italienisch.
- Arktos. The Polar Myth in Science, Symbolism, and Nazi Survival. Phanes Press, Grand Rapids 1993.
  - deutsch: Arktos. Das Buch der Hohlen Erde. Michaels-Verlag 1997, und Arktos. Der polare Mythos zwischen NS-Okkultismus und moderner Esoterik. Ares Verlag, 2007.
  - auch erschienen auf Japanisch, Griechisch, Französisch, Italienisch und Spanisch.
- The Theosophical Enlightenment. State University of New York Press, Albany 1994.
  - auch erschienen auf Italienisch.
- The Real Rule of Four. The Disinformation Company, New York 2004.
  - auch erschienen auf Französisch und Portugiesisch.
- Athanasius Kircher's Theatre of the World. Thames & Hudson, London, und Inner Traditions, Rochester VT 2009.
  - auch erschienen auf Französisch und Italienisch.